# 小行星2186
小行星2186（2186 Keldysh）是一颗围绕太阳公转的小行星。1973年9月27日，柳德米拉·切爾尼赫在克里米亚发现了此天体。
該小行星以蘇聯物理學家姆斯季斯拉夫·克爾德什命名。
这颗小行星的绝对星等为133.56797等。